# Communauté de communes du Miey de Béarn
La communauté de communes de Miey de Béarn est une ancienne communauté de communes française située dans le département des Pyrénées-Atlantiques et la région Nouvelle-Aquitaine.
Le 1er janvier 2017 elle est fusionnée au sein de la communauté d'agglomération de Pau Béarn Pyrénées.

## Composition
La communauté de communes regroupe 14 communes :
NB : au total, 12 526 h en 2007 et non pas 12 926. → 12 718 en 2008, 13 359 en 2013.
| Code INSEE | Commune         | Maire              | Population  | Superficie | Densité        | Délégués |
| ---------- | --------------- | ------------------ | ----------- | ---------- | -------------- | -------- |
| 64037      | Arbus           | Didier Larrieu     | 1 082 hab.  | 1 389 ha   | 77,9 hab./km2  |          |
| 64060      | Artiguelouve    | Éline Gosset       | 1 468 hab.  | 1 074 ha   | 136,7 hab./km2 |          |
| 64072      | Aubertin        | Philippe Boillot   | 634 hab.    | 1 716 ha   | 36,9 hab./km2  |          |
| 64080      | Aussevielle     | Jacques Locatelli  | 686 hab.    | 326 ha     | 210,4 hab./km2 |          |
| 64121      | Beyrie-en-Béarn | Phillippe Faure    | 171 hab.    | 272 ha     | 62,9 hab./km2  |          |
| 64142      | Bougarber       | Guy Weber          | 690 hab.    | 1 029 ha   | 67,1 hab./km2  |          |
| 64183      | Caubios-Loos    | Bernard Layre      | 470 hab.    | 720 ha     | 65,3 hab./km2  |          |
| 64198      | Denguin         | Jacques Lalanne    | 1 658 hab.  | 1 229 ha   | 134,9 hab./km2 |          |
| 64315      | Laroin          | Bernard Soudar     | 933 hab.    | 704 ha     | 132,5 hab./km2 |          |
| 64387      | Momas           | Daniel Estrade     | 513 hab.    | 1 451 ha   | 35,4 hab./km2  |          |
| 64448      | Poey-de-Lescar  | Pascal Faure       | 1 593 hab.  | 674 ha     | 236,4 hab./km2 |          |
| 64478      | Saint-Faust     | Jean-Jacques Mauro | 754 hab.    | 1 351 ha   | 55,8 hab./km2  |          |
| 64525      | Siros           | Joëlle Borello     | 687 hab.    | 221 ha     | 310,9 hab./km2 |          |
| 64549      | Uzein           | Paul Lesterlou     | 1 187 hab.  | 1 619 ha   | 73,3 hab./km2  |          |
|            |                 |                    | 12 926 hab. | 13 775 ha  | 90,9 hab./km2  | 33       |

## Compétences
La communauté des communes du Miey de Béarn a comme compétences :
- Développement Economique
- Aménagement du territoire, habitat
- Gestion des déchets et assimilés
- Environnement, espaces naturels, Plan Local de Randonnées, énergies renouvelables, économies d’énergie
- Sport, Culture, Communication.
- Service à la personne, politique jeunesse : Crèches, Relais d'assistantes maternelles, Service jeunesse, Cyber-base
- Commission Agriculture, viticulture et ruralité
- Voirie

## Étymologie
En gascon béarnais, miey signifie milieu, centre